# Kys, kærlighed og kroner
Kys, kærlighed og kroner er en dansk kortfilm fra 1997, der er instrueret af Louise Andreasen efter manuskript af hende selv og Søren Frellesen.

## Handling
Sten er 30 år og bibliotekar. Over en bog møder han sin drømmekvinde, den sexede Katja, og de ender hurtigt i sengen sammen. Han er forelsket, hun er forelsket, de er som skabt for hinanden og et langt, kærligt forhold. Der er blot et lille problem: Katja vil have penge for at gå i seng med sin kæreste.

## Medvirkende
- Peter Reichhardt - Steen
- Trine Dyrholm - Katja
- Ulrich Thomsen - Holger
- Hanne Jørna - Lotte Jensen
- Helle Merete Sørensen - Steens mor
- Steen Haakon Hansen - Steens far
- Knud Hansen - Verner
- Fash Shodeinde - Ung mand
- Lone Lundbæk Kindberg - Ung kvinde